# Svein Nyhus

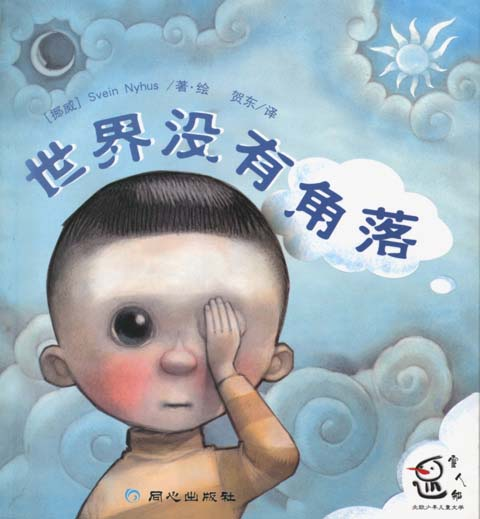
Från den kinesiska utgåvan av Svein Nyhus bilderbok Verden har ingen hjørner (Världen har inga hörn) 1999

Svein Nyhus född 23 januari 1962 i Tønsberg, är en norsk tecknare, illustratör och barnboksförfattare. Han har utbildning från grafisk linje vid Statens håndverks- og kunstindustriskole i Oslo där han studerade från 1981 till 1985. Han har efter det arbetat som frilansillustratör för bland annat olika tidningar. Från 1995 har han framför allt skrivit och tecknat bilderböcker. Nyhus är representerad vid bland annat Göteborgs konstmuseum.
Svein Nyhus är gift med författaren Gro Dahle. Han bor på ön Tjøme i Vestfold och har tre barn.

## Priser och utmärkelser
- Kultur- och kyrkodepartementets priser för barn- och ungdomslitteratur 1998 för Pappa!
- Skolbibliotekarieföreningens litteraturpris 2000 för Verden har ingen hjørner
- Kultur- och kyrkodepartementets priser för barn- och ungdomslitteratur 2001 för Lille Lu og trollmannen Bulibar
- Bragepriset 2002 för Snill
- Kultur- och kyrkodepartementets priser för barn- och ungdomslitteratur 2003 för Sinna Mann
- Vestfolds litteraturpris 2007
- 2010: Bokkunstprisen 2010